# Say Something (chanson)
Pour les articles homonymes, voir Say Something.
Singles de Timbaland
Morning After Dark
(2009) Carry Out
(2009)
Singles par Drake
Forever
(2009) 4 My Town (Play Ball)
(2009)
Say Something est le second single du troisième album studio, Shock Value II du rappeur américain Timbaland. La chanson est en collaboration avec le chanteur canadien Drake. Le single est sorti téléchargement légal le 3 novembre 2009. Dans la version remix, le chanteur américain Chris Brown est en featuring. Le single est sorti physiquement en Australie seulement. La piste fait ses débuts à la 94e place du Billboard Hot 100 pendant la semaine se terminant le 23 janvier 2010, et a depuis atteint la 23e place, ce qui en fait la deuxième meilleur position sur l'album.

## Clip vidéo
Le clip est sorti le 8 décembre 2009. Il a été réalisé par Paul "Coy" Allen qui a dirigé Morning After Dark, et If We Ever Meet Again. Le modèle Keyshia Dior fait une apparition dans la vidéo ainsi que Sebastian, D.O.E., Attitude et DJ Freestyle Steve.

## Liste des pistes
- CD Single en Australie'

1. Say Something (Album Version) (featuring Drake) - 4:01
2. Say Something (Remix) (featuring Chris Brown) - 4:15

## Remixes
Il y a eu un certain nombre de remixes pour la chanson :
1. Say Something (Original Version) (featuring Drake)
2. Say Something (Remix) (featuring Drake, Chris Brown, Bow Wow & Luv a.k.a. Flu Season)
3. Say Something (Female Version) Rasheeda (Feat. Nivea)

Téléchargement digital et E.P.
1. Say Something (Album Version) (featuring Drake) - 4:01
2. Say Something (Acapella) (featuring Drake) - 3:47
3. Say Something (Instrumental) - 4:01
4. Say Something (Video) - 4:05

Le rappeur américain Flo Rida a fait un freestyle qui a été consacrée à Haïti pour sa Green Tea Mixtape. Lupe Fiasco, Fabolous & Young Jeezy ont également fait des freestyles de la chanson sur leurs mixtapes.

## Classement
| Classement (2010)          | Meilleure position |
| -------------------------- | ------------------ |
| U.S. Billboard Hot 100     | 23                 |
| U.S. Hot R&B/Hip-Hop Songs | 1                  |
| U.S. Rap Songs             | 1                  |